# Босна и Херцеговина на Светском првенству у атлетици на отвореном 1995.
Босна и Херцеговина је на Светском првенству у атлетици на отвореном 1995. одржаном у Гетеборгу (Шведска) од 5.а до 13. августа, учествовала други пут под овим именом са троје атлетичара (1 мушкарац и 2 жене) који су се такмичили у три дисциплине.
На овом првенству Босна и Херцеговина није освојила ниједну медаљу, нити је оборен неки рекорд.
После овог првенства Босна и Херцеговина се налазила у групи земаља које нису освајале медаље на светским првенствима.

## Учесници
| Мушкарци: - Ислам Ђугум — Маратон, АК Босна из Сарајева | Жене: - Мирсада Бурић Адам 5.000 м, АК Жељезничар из Сарајева - Када Делић — Брзо ходање на 10 км, АК Слобода из Тузле |  |

## Резултати

### Мушкарци
| Атлетичар   | Дисциплина | Лични рек. | Квалификације | Квалификације | Финале     | Финале         | Детаљи |
| Атлетичар   | Дисциплина | Лични рек. | Резултат      | Место         | Резултат   | Место          | Детаљи |
| ----------- | ---------- | ---------- | ------------- | ------------- | ---------- | -------------- | ------ |
| Ислам Ђугум | маратон    |            |               |               | 2.35,47 ЛР | 59. / 72 (103) |        |

### Жене
| Атлетичарка        | Дисциплина   | Лични рек.  | Квалификације | Квалификације | Финале                | Финале        | Детаљи                                       |
| Атлетичарка        | Дисциплина   | Лични рек.  | Резултат      | Место         | Резултат              | Место         | Детаљи                                       |
| ------------------ | ------------ | ----------- | ------------- | ------------- | --------------------- | ------------- | -------------------------------------------- |
| Мирсада Бурић Адам | 5.000 м      | 15:53,45 НР | 17:07,44      | 15 у гр. 3    | Није се квалификовала | 31. / 31 (41) | Архивирано на веб-сајту (24. септембар 2017) |
| Када Делић         | Ходање 10 км | 47,27       |               |               | 47,43                 | 39. / 41 (45) | Архивирано на веб-сајту (21. јануар 2016)    |